# Прашникар, Боян
Боян Прашникар (словен. Bojan Prašnikar, род. 3 февраля 1953) — югославский футболист, выступавший на позиции нападающего, позже югославский и словенский футбольный тренер. Первый тренер сборной Словении, руководил ею в карьере на протяжении трёх периодов (1991—1993, 1998 и 2002—2004 годы).

## Игровая карьера
Начинал свою карьеру в клубе «Шмартно», с которым в сезоне 1975/1976 стал лучшим бомбардиром Словенской республиканской лиги. После этого он перешёл в люблянскую «Олимпию» из Первой лиги, за которую отыграл всего один сезон, а затем вернулся в «Шмартно», где играл шесть сезонов. Трижды становился лучшим бомбардиром в чемпионате, в 1981 году выиграл титул чемпиона республики. Отыграл сезон 1983/1984 за австрийский «Блайбург», ставший для него последним.

## Тренерская карьера
После игровой карьеры Прашникар занялся тренерской деятельностью. Он работал с такими клубами, как «Элкрой», «Целе», «Мура», люблянская «Олимпия», «Рудар» из Веленье, «Приморье» и «Марибор». Именно с «Марибором» он добился наибольших успехов: под его руководством клуб четырежды становился чемпионом Словении, а в сезоне 1999/2000 стал первым в истории Словении клубом-участником группового этапа Лиги чемпионов УЕФА, выбив на своём пути бельгийский «Генк» и французский «Олимпик Лион».
Прашникар трижды за свою карьеру руководил сборной Словении: в 1991—1993, 1998 и 2002—2004 годах. Он стал первым её главным тренером после того, как Словения появилась на карте мира: именно под его руководством Словения сыграла первый в своей истории матч 3 июня 1992 года против Эстонии в Таллине (1:1), а 7 апреля 1993 года в Любляне одержала над теми же эстонцами первую в своей истории победу (2:0). В декабре 1993 года после того, как словенцам не удалось пробиться на чемпионат мира в США, он ушёл в отставку, уступив пост Зденко Верденику. В декабре 1997 года, когда Словения снова не попала на чемпионат мира, он сменил того же Верденика, однако в апреле 1998 года покинул команду, поскольку не мог позволить себе совмещение работы в «Мариборе» со сборной. Прашникара на посту сменил Сречко Катанец, который проработал до конца чемпионата мира в Корее и Японии.
Прашникар сменил Катанца после чемпионата мира: его возвращение ознаменовалось сенсационной победой 21 августа в Триесте над Италией со счётом 1:0 благодаря голу Себастьяна Цимиротича. Однако сборная Словении, заняв 2-е место в квалификационной группе отбора на чемпионат Европы, в стыковых матчах проиграла Хорватии. В мае 2004 года Прашникар ушёл из сборной, уступив место Бранко Облаку, наставнику молодёжной команды.
28 сентября 2007 года Прашникар, отработавший сезон в Словении с клубом «Приморье», стал главным тренером выступавшего тогда в немецкой Бундеслиге клуба «Энерги» из Коттбуса, сменив Петрика Зандера, который ушёл из команды пять дней тому назад. Контракт с клубом был заключён до июня 2010 года. Однако 30 мая 2009 года Прашникар объявил об уходе из команды по окончании сезона: на следующий день состоялся его последний матч с «Энерги» против «Нюрнберга», проходивший в рамках стыковых игр за сохранение прописки в Бундеслиге. «Энерги» проиграл 0:2, уступив по сумме двух матчей 0:5, и вылетел из Бундеслиги.
6 апреля 2010 года Прашникар заключил до конца сезона контракт с клубом «Рудар» из Веленье. В сезоне 2011/2012 он возглавлял люблянскую «Олимпию» и руководил ею в 11 матчах чемпионата Словении, прежде чем был уволен из клуба.

## Достижения
Шмартно-об-Паки
- Чемпион 3-й Югославской лиги: 1981

Олимпия (Любляна)
- Чемпион Словении: 1992/93, 1993/94
- Обладатель Кубка Словении: 1992/93

Марибор
- Чемпион Словении: 1996/97, 1997/98, 1998/99, 2001/02
- Обладатель Кубка Словении: 1996/97, 1998/99

## Личная жизнь
Сын Лука и дочь Лара — футболисты.